# Hans Friedrich von Platen
Pour les articles homonymes, voir Von Platen.
Hans Friedrich von Platen (né le 21 janvier 1668 au manoir de Sagard à Rügen et mort le 17 mai 1743 à Mohrungen, Prusse) est un général de cavalerie royal prussien.
Il est membre de la famille noble de Poméranie von Platen. Ses parents sont Hans Friedrich von Platen et Maria Elisabeth von Münchow. Son père est tué par un voisin peu avant sa naissance. C'est donc sa mère qui reprend l'éducation.

## Biographie
Il commence comme simple dragon dans le régiment de dragons du Corps de Brandebourg. Il combat avec lui en Hongrie en 1686. En 1688, il rejoint le 3e régiment de dragons (Derflinger (de)). Il y est quartier-maître et sergent. Son excellent comportement attire sur lui l'attention du colonel Johann Siegmund von Heyden (de). Il est nommé adjudant et cornette en 1691. Lorsque le régiment est réduit en 1697, il est licencié. Mais le margrave Philippe-Guillaume l'introduit bientôt dans son régiment comme cornette et il combat ainsi comme officier dans la guerre de Succession d'Espagne. Il est lieutenant au siège de Kaiserswerth et Venlo. À partir de 1702, il devient adjudant général du général von Natzmer. Avec son aide, il devient capitaine d'état-major au régiment des gens d'armes (de). En 1703, il participe au siège de Gueldre et à la conquête de Bonn. Lors de la bataille de Höchstädt, lorsque les Français sous Villar attaquent les Impériaux et Styrum (de), il est capturé mais bientôt échangé à nouveau. En 1704, il participe à la bataille de Höchstädt. En 1705, on le trouve sur le Rhin supérieur et en 1706 sur le Bas-Rhin. En 1707, il est promu major et combattit l'année suivante à la bataille d'Audenarde, où il se distingue particulièrement. Il participe à la prise de Lille et de Gand ainsi qu'à la bataille près de Mons. En 1709, il combat à la bataille de Malplaquet, où il attire l'attention du prince héritier de l'époque Frédéric-Guillaume, qui le recommande au roi et lui donne le domaine de Putzermin et la moitié de Fritzow. Il reste en Hollande jusqu'à la Paix d'Utrecht. Il combat à Douai, Béthune et Aire en 1710 et à Bouchain en 1711.
Lors de la campagne de Poméranie (de) de 1715/1716, il participe au siège de Stralsund. Après l'arrivée au pouvoir de Frédéric-Guillaume Ier, il devient lieutenant-colonel, puis colonel le 28 juin 1717 et prend en charge le 1er régiment de dragons en 1725. Il est nommé major général en 1728 et lieutenant général le 12 juillet 1739. Après la bataille de Mollwitz en 1741, son régiment est divisé et le colonel de l'époque Karl Friedrich von Posadowsky, en tire son propre régiment.
Le 12 mai 1743, Frédéric II le nomme général de cavalerie ; il n'est pas certain qu'il en ait jamais été informé, car il meurt le 17 mai 1743 à Mohrungen.

## Famille
Il est marié à Hypolita Juliane von Podewils. Elle est la fille du colonel brandebourgeois Mathis Georg von Podewils. Le couple a plusieurs enfants :
- Dubislaw Friedrich (né le 23 août 1714 et mort le 7 juin 1787) marié avec Sophia Susanna Charlotte von Cocceji (de), fille du ministre prussien Samuel von Cocceji[10]
- Léopold Johann (de) (né en 1726 et mort le 11 décembre 1780) marié avec Dorothea von Eichstädt (1733-1795)[11]
- Georg Ernst von Platen[12]
- Sophie Anna (morte le 9 juin 1755) mariée en 1743 avec Hans Sigismund von Zieten (de)[13]
- Johanna Friederike (morte en 1745) mariée le 9 juin 1740 avec Otto Friedrich Ludwig von Hirsch (1700-1780)